# Jimmy Robertson (snookerspeler)
Jimmy Robertson (Bexhill-on-Sea, 3 mei 1986) is een Engels professioneel snookerspeler. In oktober 2018 won hij de European Masters. Hij versloeg Joe Perry in de finale met 9-6.

## Belangrijkste resultaten

### Rankingtitels
| #  | Seizoen   | Toernooi              | Verliezend finalist | Score |
| -- | --------- | --------------------- | ------------------- | ----- |
| 1. | 2018/2019 | European Masters 2018 | Joe Perry           | 9-6   |

### Wereldkampioenschap
Hoofdtoernooi (laatste 32 of beter):
| #  | Seizoen   | Editie  | Prestatie  | Extra                              |
| -- | --------- | ------- | ---------- | ---------------------------------- |
| 1. | 2010/2011 | WK 2011 | Laatste 32 | Verloor met 10-1 van Mark Selby    |
| 2. | 2014/2015 | WK 2015 | Laatste 32 | Verloor met 10-6 van Marco Fu      |
| 3. | 2016/2017 | WK 2017 | Laatste 32 | Verloor met 10-8 van Mark Allen    |
| 4. | 2017/2018 | WK 2018 | Laatste 32 | Verloor met 10-5 van Mark Williams |
| 5. | 2022/2023 | WK 2023 | Laatste 32 | Verloor met 10-5 van Mark Williams |